# Червоностійкість
Червоності́йкість (англ. hot hardness, англ. red hardness) — характеристика жаротривкості сталі та сплавів, що вказує на їхню здатність зберігати при нагріванні до температур червоного розжарення (зазвичай це 600…700 °C) високу твердість та зносостійкість, отримані в результаті термічного оброблення.
Підвищена червоностійкість — характерна властивість інструментальних сталей. Червоностійкість досягається легуванням сталі вольфрамом, молібденом, ванадієм, хромом, а також високотемпературним гартуванням. Згадані хімічні елементи, утворюючи складні карбіди, перешкоджають розпаду мартенситу, так як вони виділяються (випадають) з мартенситу при більш високій температурі, ніж вуглець з мартенситу у вуглецевих сталях.
Червоностійкість визначають за максимальною температурою, при нагріванні до якої сталь зберігає певну твердість; наприклад, швидкорізальна сталь зберігає твердість до 60 HRC при температурі 620…650 °C.
Найвища червоностійкість у твердих сплавів (900…1100 °C).